# Liteiny-Brücke
Die Liteiny-Brücke (russisch Литейный мост Liteiny most; zum Zeitpunkt der Eröffnung auch Alexander-Brücke genannt) überquert die Newa in Sankt Petersburg. Sie verbindet die Wyborger Seite mit dem Stadtzentrum. Sie ist die letzte Brücke über die Newa, bevor sich der Fluss vor den Inseln des Zentrums in verschiedene Arme aufteilt.
Im Bereich der Liteiny-Brücke hat die Newa mit 24 m ihre maximale Tiefe erreicht.
Der Vorgängerbau war eine bewegliche Pontonbrücke. Beim Bau der Brücke wurden erstmals in Russland Caissons verwendet. Der Bau wurde von mehreren Unglücksfällen begleitet. 1876 drang Wasser in einen Caisson ein, dabei ertranken fünf Arbeiter. 1877 starben bei einer Explosion in einem Caisson weitere neun Arbeiter.
Am 30. September 1879 wurde die Brücke fertiggestellt. Während der feierlichen Eröffnung wurde ihr Architekt, der Militäringenieur Amand Jegorowitsch Struwe zum Generalmajor befördert.
Im Zeitraum April bis November werden die Brücken über die Newa in den Nachtstunden (von etwa 1:00 bis 5:00) geöffnet (Klappbrücken), um größere Schiffe passieren zu lassen. In diesem Zeitraum kann man von der anderen Newa-Seite abgeschnitten sein. Die Öffnung erfolgt im linken der sechs Segmente.
In der Nähe befindet sich der Bahnhof Finlyandskiy, auf dem rechten, nördlichen, Flussufer.

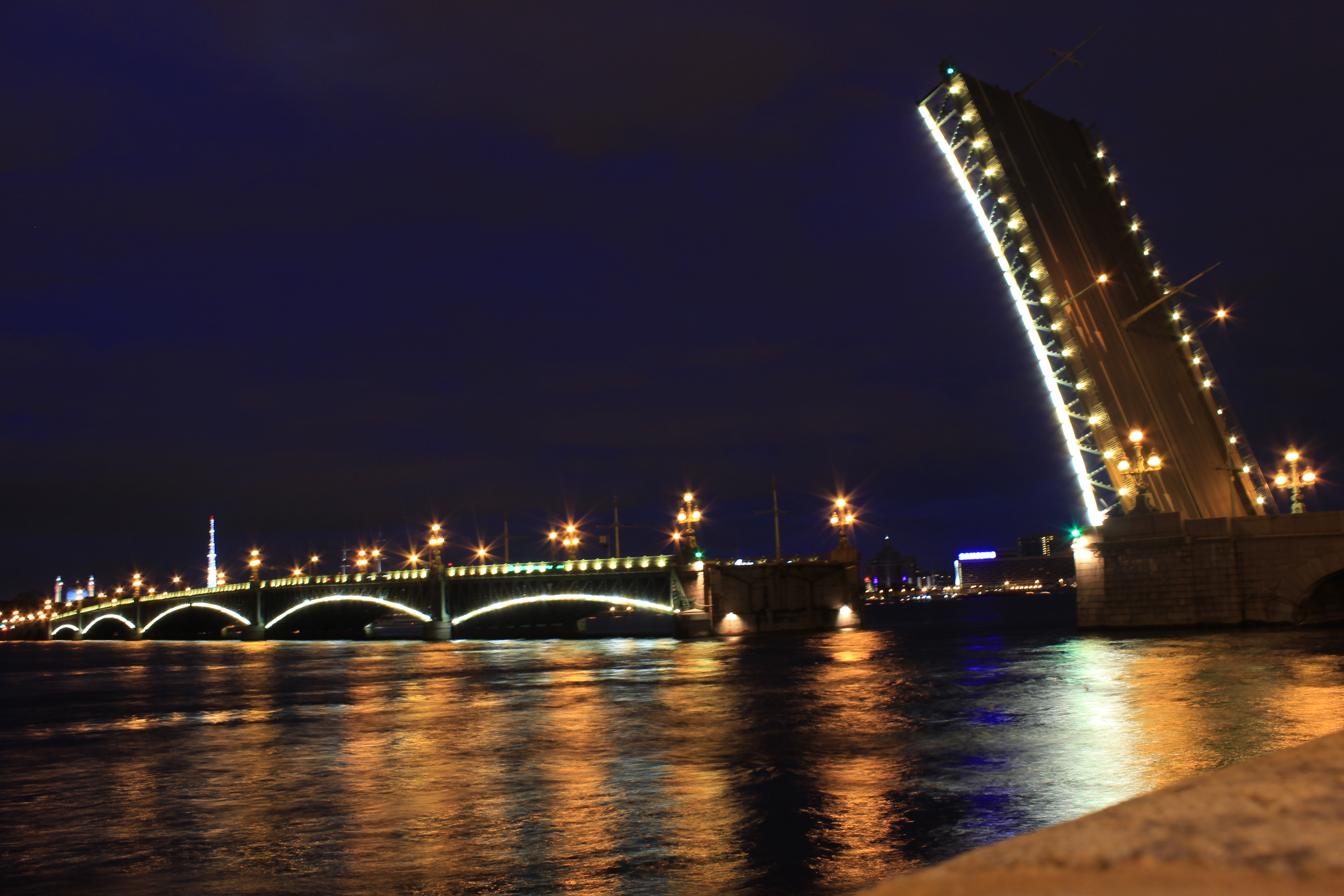
Liteiny-Brücke (2012)